# Euphorbia sumati
Euphorbia sumati är en törelväxtart som beskrevs av Susan Carter. Euphorbia sumati ingår i släktet törlar, och familjen törelväxter. Inga underarter finns listade i Catalogue of Life.